# Fazenda Laranjal
Fazenda Laranjal, do Major Luciano Teixeira Nogueira, localizando-se na Serra de Cabras, segundo senhor do engenho do Chapadão, para o plantio de café, adquiriu vastas terras na parte montanhosa do município, fundando a fazenda, cuja sede constitui a parte urbanizada de Joaquim Egídio.
A fazenda se dividiu em outras para descendentes do fundador: a sede, que ficou para a viúva (segunda esposa) Joaquina Augusta Nogueira, conservou a grande residência, mais tarde de seu genro Vicente Maria de Paula Lacerda, médico, irmão do conde de Santa Fé, sede que adaptada para clínica médica, com grande terreno, na rua principal de Joaquim Egídio.
Em terras do Laranjal, fundaram-se as fazendas São Luciano que, em 1914, pertencia a José Teixeira Nogueira, com 53 alqueires de terras e 55000 pés de café, e que pertenceu depois a Salvador Teixeira Penteado; e mais, as fazendas  Alpes, Riachuelo, Pedregulho, São Luís, e outras.